# Nahr Abi l-Khasib
Nahr Abi l-Khasib fou el nom d'un antic canal al sud de Bàssora que arribava fins al braç principal del Tigris, el Shatt al-Arab (anomenat Didjla al-Awra pels autors àrabs). El seu llit encara existeix.
Va agafar el nom d'un llibert del califa Al-Mansur, Abu l-Khasib. Al segle ix els zandj van construir a la vora del canal la fortalesa d'Al-Mukhtara.